# WTA Hannover
Das WTA Hannover (offiziell: Faber Grand Prix) war ein Damen-Tennisturnier der WTA Tour der Women’s Tennis Association, das als Nachfolger des WTA Essen in Hannover ausgetragen wurde.

## Siegerliste

### Einzel
| Jahr | Siegerin        | Finalgegnerin    | Ergebnis      |
| ---- | --------------- | ---------------- | ------------- |
| 1997 | Iva Majoli      | Jana Novotná     | 4:6, 7:6, 6:4 |
| 1998 | Patty Schnyder  | Jana Novotná     | 6:0, 2:6, 7:5 |
| 1999 | Jana Novotná    | Venus Williams   | 6:4, 6:4      |
| 2000 | Serena Williams | Denisa Chládková | 6:1, 6:1      |

### Doppel
| Jahr | Siegerinnen                    | Finalgegnerinnen                       | Ergebnis      |
| ---- | ------------------------------ | -------------------------------------- | ------------- |
| 1997 | Nicole Arendt Manon Bollegraf  | Larisa Neiland Brenda Schultz-McCarthy | 4:6, 6:3, 7:6 |
| 1998 | Lisa Raymond Rennae Stubbs     | Jelena Lichowzewa Caroline Vis         | 6:1, 6:7, 6:3 |
| 1999 | Serena Williams Venus Williams | Alexandra Fusai Nathalie Tauziat       | 5:7, 6:2, 6:2 |
| 2000 | Åsa Carlsson Natallja Swerawa  | Silvia Farina Elia Karina Habšudová    | 6:3, 6:4      |